# Ахматенер (Сердезьке сільське поселення)
Ахматене́р (рос. Ахматенер, марій. Ахматэҥер) — присілок у складі Сернурського району Марій Ел, Росія. Входить до складу Сердезького сільського поселення.

## Населення
Населення — 175 осіб (2010; 169 у 2002).
Національний склад (станом на 2002 рік):
- марі — 100 %